# UZSHI-ウツシ-
『UZSHI-ウツシ-』（うつし）は、マツダアヤコによる日本の漫画作品。『月刊少年シリウス』（講談社）において2011年5月号から12月号まで連載された。流れとしては基本的に一話完結式で物語が進む。

## あらすじ
5つの項目からなる人間価値基準によって人間の順位が決まる日日国。生命移植技術が確立した日日国では、上位の人間に生命の危機が差し迫った際、当事者と三親等以内の関係ならば下位の人間は自らの命を差し出して上位の人間を救う義務が生じる。彼らの命を直接奪い、生命の移植を完遂させる特殊国家公務員。それが生命移植技師、通称移師（ウツシ）であった。

## 登場人物

### 主要人物
桜子（さくらこ）
主人公。女子高生風の少女で、生命移植技師（通称：移師）。危機に瀕した受給者（レシピエント）の求めに応じて人間価値順位の低い人間の命を「吸い取る」。一見して明朗な性格。
シュヴァルツ
桜子に付き従う烏に似た鳥。桜子にはシュヴァルツの言葉が分かるらしい。桜子と共に命の提供者（ドナー）に死を告げる。

### 「命の提供者」とその関係者
芹崎トキオ（せりざき トキオ）
貧民街のストリートでゴロツキとして暮らす青年。かつて自分と違って上流階級出身の詩織に好意を抱いていたが、やがてコンプレックスを増幅させていった。
天野倉詩織（あまのくら しおり）
芹崎と親しくしていた旧家のお金持ち出の女性。
伊東アミカ（いとう アミカ）
凋落の最中にあるグラビアアイドル。
染谷茜（そめや あかね）
チャリティへの出資に精力的な女性経営者。
下条薫（しもじょう かおる）
日日国特殊警備隊員。生体電流技術により脅威の身体能力を持つ。エリート志向が強く、時として同僚に対しても見下した態度を取る。
葉山桃香（はやま ももか）
過激ないじめを受ける女子学生。姉の咲と二人暮らし。
葉山咲（はやま さき）
桃香の姉。両親が蒸発して以降、水商売で遣り繰りしている。
百合子（ゆりこ）
移師。桜子の便宜上の姉貴分。
東堂（とうどう）
生命移植法と移師の生みの親。

## 単行本
- マツダアヤコ 『UZSHI-ウツシ-』 講談社〈シリウスKC〉、全2巻
  1. 2011年10月7日初版発行 ISBN 978-4-06-376304-1
  2. 2011年11月9日初版発行 ISBN 978-4-06-376309-6